# Modern rock
Modern rock ("rock moderno" em português), é um termo comumente usado para descrever o gênero rock contemporâneo transmitido por emissoras de rádio. Estações de modern rock tocam rock atual de uma varieade de artistas, alguns dos quais sem quaisquer destaque em outras estações de rock.
Mais especificamente, o formato modern rock comprime estações de rádio comerciais que apresentam principalmente rock alternativo. Como tal, este formato é também chamado comumente de alternative rock. Algumas estações de modern rock dedicam parte de sua programação até mesmo aos gêneros indie rock, alternative hip hop, eletrônica e outros estilos normalmente não encontrados em estações de rock tradicionais.
Geralmente iniciado com o punk do final dos anos 70, mas referindo-se especificamente à música rock surgida após os anos 80, a frase "modern rock" é usada também para diferenciar esta música do rock clássico, focado em gravações registradas dos anos 60 aos anos 80. Algumas poucas estações de modern rock existiram durante os anos 80, como a WLIR-FM em Nova York e a WFNX em Boston. O modern rock estabeleceu-se como formato de rádio em 1988, quando a revista Billboard criou a parada de sucessos "Modern Rock Tracks".
O especial I Love the 80s, exibido pelo canal de TV VH1 em dezembro de 2002, citou INXS, The Cure, Morrissey, Depeche Mode e Erasure como os artistas de modern rock mais representativos da década de 1980, mas foi apenas o sucesso da banda grunge Nirvana em 1992 que catalisou a multiplicação de estações de rádio dedicadas a este formato.